# Vĩnh Minh Diên Thọ
Vĩnh Minh Diên Thọ (zh. 永明延壽 yòngmíng yánshòu, ja. yōmyō enju,  ngày 17 tháng 11 năm 904 – ngày 26 tháng 12 năm 975), cũng được gọi là Huệ Nhật Trí Giác (zh. 慧日智覺), Vĩnh Minh Đại sư, là Thiền sư Trung Quốc thuộc tông Pháp Nhãn, nối pháp Quốc sư Thiên Thai Đức Thiều.
Tông Pháp Nhãn rất phồn thịnh dưới sự hoằng hoá của ông. Học chúng đến rất đông – có lúc đến 2000 người để tham Thiền. Ông có soạn bộ Tông Kính Lục (zh. 宗鏡錄) gồm một trăm quyển, được lưu truyền khá rộng trong giới Thiền.
Ông là tổ sư đời thứ ba của tông Pháp Nhãn và cũng được tôn xưng là tổ sư đời thứ sáu của Tịnh độ tông Trung Quốc.

## Cơ duyên ngộ đạo
Ông họ Vương, tự là Xung Huyền (zh. 冲玄), Bảo Nhất Tử (zh. 抱一子), quê ở Dư Hàng, phủ Lâm An (nay thuộc Hàng Châu tỉnh Triết Giang). Ông mộ đạo từ nhỏ, không ăn thịt cá, mỗi ngày chỉ ăn một bữa. Ông trì kinh Pháp Hoa chỉ sáu tuần (60 ngày) là đã đọc thuộc lòng. Trong khi tụng, ông cảm được bầy dê quỳ xuống nghe kinh.
Năm 28 tuổi, ông được làm quan trấn ở Hoa Đình nước Ngô Việt và có dịp tiếp xúc với Thiền sư Thuý Nham Lệnh Tham (đệ tử của Tuyết Phong Nghĩa Tồn). Ông lễ Thuý Nham làm thầy, vì hết lòng phục vụ mọi người mà quên cả chức tước của mình. Mặc chẳng lụa là, ăn chẳng gia vị ngon ngọt, chỉ mặc vải thô, ăn rau rác qua ngày mà thôi.
Cơ duyên xuất gia của ông cũng rất thú vị và thường được nhắc đến. Vì thương dân nên ông trộm lấy tiền của vua mà phân phát cho người nghèo. Một vị quan khác biết được bèn tâu lại với vua. Nghe chuyện này vua rất ngạc nhiên vì ông cứ cho rằng ông là người thuần lương, thành thật. Để răn chúng dân, vua ra lệnh xử trảm nhưng lại căn dặn vị quan là nếu ông nhận lệnh mà an vui trầm tĩnh thì tha tội và đến trình vua. Quả thật như nhà vua tiên đoán, ông không tỏ vẻ sợ hãi khi nghe tin này. Được vua hỏi vì sao, ông trả lời: "Thần muốn từ quan, cống hiến cuộc đời cho tất cả chúng sinh, muốn xuất gia tu học Phật pháp với trọn tấm lòng." Nghe như vậy, vua cho phép ông từ quan để xuất gia.
Sau khi xuất gia, ông đến ngọn Thiên Trụ trên núi Thiên Thai và tu tập tọa Thiền trong chín tuần (90 ngày), có chim xích án làm tổ trong áo của ông. Kế đến, ông đến tham vấn Quốc sư Thiên Thai Đức Thiều và được ấn khả, Đức Thiều căn dặn: "Ông với nguyên soáicó duyên, ngày sau sẽ đại hưng Phật sự!".

## Quá trình hoằng pháp
Vào năm thứ 2 (952) niên hiệu Quảng Thuận (zh. 廣順), ông đến trụ trì tại Tuyết Đậu Sơn Tư Thánh Tự (zh. 資聖寺). Về sau, thể theo lời thỉnh cầu đặc biệt của Trung Ý Vương (zh. 忠懿王), ông nhậm chức trụ trì Linh Ẩn Tự, rồi chuyển sang Vĩnh Minh Tự (zh. 永明寺) và hoằng pháp tại đây trong vòng 15 năm và độ được khoảng 1.700 đệ tử, tăng chúng tham học trong pháp hội lên đến 2.000 người.
Ông kiêm tu cả Thiền lẫn Tịnh Độ, ban đêm thường hành trì pháp môn Niệm Phật. Nhà vua bèn cho xây dựng Tây Phương Quảng Giáo Điện (zh. 西方廣敎殿) và cử ông đến đây trú trì. Chính vì lẽ đó, Thạch Chi Tông Hiểu (zh. 石芝宗曉) kính ngưỡng ông và coi ông như là vị tổ đời thứ 7 của Liên Tông. Ngoài ra, người đương thời cũng tôn sùng ông là Đấng Từ Thị (zh. 慈氏, Di Lặc) hạ sinh.
Có vị tăng hỏi ông: "Thế nào là diệu chỉ của Vĩnh Minh?" Ông đáp: "Lại thêm hương đi."  Tăng thưa: "Tạ thầy chỉ dạy."  Ông đáp: "Hãy mừng chớ giao thiệp." Rồi ông làm bài kệ:
Biết diệu chỉ Vĩnh Minh
Trước cửa nước một hồ
Trời soi ánh sáng dậy
Gió sang sóng mòi sinh.
Tăng khác hỏi: "Trường Sa Cảnh Sầm có bài kệ:
'Học đạo chi nhân bất thức chân
Chỉ vị tùng tiền nhận thức thần
Vô thủy thời lai sanh tử bản
Si nhân hoán tác bổn lai nhân.'
Đâu chẳng phải lìa thức tính riêng có chân tâm ư?" Ông đáp: "Như Lai Thế Tôn trên hội Thủ-lăng-nghiêm vì ngài A-nan-đà giản biệt rất rõ mà ngươi vẫn cố chẳng tin. Ngài A-nan lấy cái suy xét theo đuổi làm tâm, bị Phật quở đó. Cái suy xét theo đuổi ấy là Thức vậy. Nếu lấy cái biết pháp, theo tướng là Phiền não thì gọi thức, chẳng gọi tâm. Ý là nhớ, nhớ tưởng cảnh trước khởi vọng đều là vọng thức, chẳng can gì về việc của tâm. Tâm chẳng phải có không, có không chẳng nhiễm. Tâm chẳng phải cấu tịnh, cấu tịnh chẳng nhơ. Cho đến mê ngộ phàm thánh đi đứng ngồi nằm đều là vọng thức, chẳng phải tâm vậy. Tâm xưa nay chẳng sinh, nay cũng chẳng diệt. Nếu biết tâm mình như thế, đối chư Phật cũng vậy. Cho nên Duy-ma-cật nói: 'Trực tâm là đạo trường!' vì không có hư giả vậy."
Có tăng hỏi: "Học nhân ở tại Vĩnh Minh đã lâu, vì sao chẳng hội gia phong Vĩnh Minh?" Ông đáp: "Chỗ chẳng hội nên hội lấy." Tăng nói: "Chỗ chẳng hội làm sao mà hội?" Ông đáp: "Thai trâu sanh voi con, biển biết dấy bụi hồng."
Vua Cao Ly Triều Tiên là Quang Tông (zh. 光宗) xem ngôn giáo của ông cảm thấy rất kính trọng, bèn sai sứ giả sang Trung Quốc thăm hỏi ông, tự mình giữ lệ đệ tử và cho người dùng kim tuyến dệt thành áo ca-sa kết kèm theo rất nhiều châu ngọc để cúng dường cho ông. Sau vua lại phái 36 vị tăng đến tham học nơi ông và tất cả đều được tông chỉ. Khi đã đắc pháp, họ quay về Triều Tiên, mỗi người giáo hóa một nơi khiến cho tông Pháp Nhãn được mở mang sang Cao Ly và không bị thất truyền.
Sau khi tiến hành độ tăng, truyền thọ giới pháp và phóng sinh, đến giờ Thìn buổi sáng ngày 26 tháng 12 năm thứ 8 (975) niên hiệu Khai Bảo (zh. 開寶), ông đốt hương lễ Phật, dặn dò đồ chúng rồi ngồi kiết già thị tịch. Ông thọ 72 tuổi, hạ lạp 42 năm. Đến ngày mùng 6 tháng giêng năm sau, đệ tử trang nghiêm thỉnh nhục thân ông nhập tháp ở núi Đại Từ.

## Tư tưởng
Thiền sư Vĩnh Minh Diên Thọ chủ trương "Thiền tịnh song tu", mục đích là nhằm dung hợp giữa Thiền Tông và Tịnh Độ tông. Điều này có thể thấy thông qua cuộc đời tu tập của chính Vĩnh Minh. Điển hình, sau khi đã đạt được tâm ấn nơi Quốc sư Thiên Thai Đức Thiều, ngoài công phu tu Thiền, ông cũng kiêm tu niệm Phật và duy trì cho đến khi viên tịch. Tuy vậy, học giả Albert Welter cho rằng Vĩnh Minh chú trọng đến tư tưởng Hoa Nghiêm hơn là Tịnh Độ, bằng chứng ở trong quyển Duy Tâm Quyết và các trước tác khác, ông trích dẫn rất nhiều triết lý Kinh Hoa Nghiêm.
Tương truyền ông có để lại bốn bài kệ, còn được gọi là "Tứ Liệu Giản", trong đó có ý chê bai tu Thiền dễ bị đoạ lạc và đề cao lợi ích của sự tu Tịnh Độ có thể giúp tất cả người tu đều được vãng sinh về Tây Phương Cực Lạc. Nội dung bài kệ cũng nhấn mạnh việc kết hợp giữa tu Thiền và Tịnh Độ có thể đưa hành tiến xa hơn nữa trên con đường giải thoát cũng như sự tai hại của việc không thực hành Thiền và Tịnh Độ:
Có Thiền không Tịnh độ
Mười người, chín lạc lộ.
Ấm cảnh khi hiện ra
Chớp mắt đi theo nó.
Không Thiền có Tịnh độ
Muôn tu muôn thoát khổ.
Vãng sanh thấy Di Đà
Lo gì chẳng khai ngộ.

Có Thiền có Tịnh độ
Như thêm sừng mãnh hổ.
Hiện đời làm thầy người
Về sau thành Phật, Tổ.

Không Thiền không Tịnh độ
Giường sắt, cột đồng lửa!
Muôn kiếp lại ngàn đời
Chẳng có nơi nương tựa.
Tuy nhiên theo ý kiến của Hoà thượng Thích Duy Lực là một người truyền bá Thiền tông nổi tiếng ở Việt Nam trong những thập niên cuối của thế kỷ 20 thì Tứ Liệu Giản này là tác phẩm ngụy tạo. Hoà thượng Duy Lực có dẫn chứng việc Thiền sư Hư Vân đã đọc toàn bộ các tác phẩm của Đại sư Vĩnh Minh và trong đó không hề có bốn bài kệ kể trên. Hoà thượng lập luận nếu như tu Tịnh Độ là thù thắng nhất không gì sánh bằng, vạn người tu vạn người đều đạt được thì việc gì phải đưa thêm Thiền vào để làm mất đi chín nghìn người bị đoạ lạc, như vậy là bài kệ tự mâu thuẫn với nhau. Hoà thượng cho rằng bản thân Đại sư Vĩnh Minh là người đã ngộ ý chỉ Thiền (Kiến tính) nên không thể làm bài kệ tự mâu thuẫn với nhau như đã nêu trên được.
Ngoài ra, cũng có truyền thuyết tin rằng Đại sư Vĩnh Minh là hóa thân của Phật A-di-đà. Dựa trên câu chuyện này, các tín đồ Phật giáo Bắc tông nói chung và Tịnh Độ tông nói riêng lấy ngày sinh của Đại sư Vĩnh Minh là ngày 17 tháng 11 âm lịch để tổ chức lễ vía Phật A-di-dà vào hàng năm.
Ông cũng chủ trương tập hợp, thống nhất các tông phái Phật giáo về cùng một mối, tư tưởng này được biết đến với tên gọi là "Thiền giáo nhất trí". Trong bộ Tông kính lục, Đại sư Vĩnh Minh tập hợp các học giả của các tông phái nổi trội thời bấy giờ như Thiền tông, Pháp Tướng tông, Hoa Nghiêm tông, Thiên Thai Tông rồi cùng nhau phân tích những điểm giống, khác trong tông chỉ, giáo nghĩa của các tông phái trên để từ đó giải quyết những nghi vấn, xung đột. Cuối cùng thống nhất tư tưởng với nhau thông qua "tâm tông", hợp các tông phái lại với nhau.
Các quan điểm của ông mang tính đối lập với lập trường của Lâm Tế tông Nhật bản – vốn mang màu sắc của Thiền tông đời Tống và không chấp nhận sự xen tạp tư tưởng của Tịnh Độ tông và các tông phái khác vào trong Thiền tông, do đó mà ông bị các Thiền sư của tông Lâm Tế Nhật Bản chỉ trích rất nhiều và vai trò của ông bị phớt lờ trong các văn thư Thiền tông sáng tác sau này. Vì các học giả về Thiền tông của phương tây trong thời kỳ cận đại chịu ảnh hưởng mạnh mẽ từ tư tưởng, tài liệu Thiền tông của người Nhật nên họ cũng không đánh giá cao về ông. Tuy vậy, giới nghiên cứu Phật giáo ở phương tây trong các thập niên gần đây đã công nhận tầm quan trọng và ảnh hưởng lâu dài của ông đối với các nhánh Thiền Trung Quốc, Triều Tiên, Việt Nam cũng như sự tôn kính sâu sắc của các tín đồ Tịnh Độ Tông dành cho ông.

## Tác phẩm
Ông có để lại nhiều tác phẩm, điển hình nhất là:
- Vạn Thiện Đồng Quy Tập (zh. 萬善同歸集, 3 quyển).
- Huệ Nhật Vĩnh Minh Tự Trí Giác Thiền Sư Tự Hành Lục (zh. 慧日永明寺智覺禪師自行錄).
- Duy Tâm Quyết (zh. 唯心訣).
- Tông Kính Lục (zh. 宗鏡錄, 100 quyển).